# ادریان فوربز
ادریان فوربز (انگلیسی: Adrian Forbes؛ زادهٔ ۲۳ ژانویهٔ ۱۹۷۹) بازیکن فوتبال اهل بریتانیا است.
از باشگاه‌هایی که در آن بازی کرده‌است می‌توان به باشگاه فوتبال لوتون تاون، باشگاه فوتبال سوانزی سیتی، باشگاه فوتبال بلکپول، باشگاه فوتبال لوستوفت، باشگاه فوتبال نوریچ سیتی، باشگاه فوتبال گریمزبی تاون، و باشگاه فوتبال میلوال اشاره کرد.
وی همچنین در تیم ملی فوتبال زیر ۱۸ سال انگلستان بازی کرده‌است.